# Gemeinde Metlika

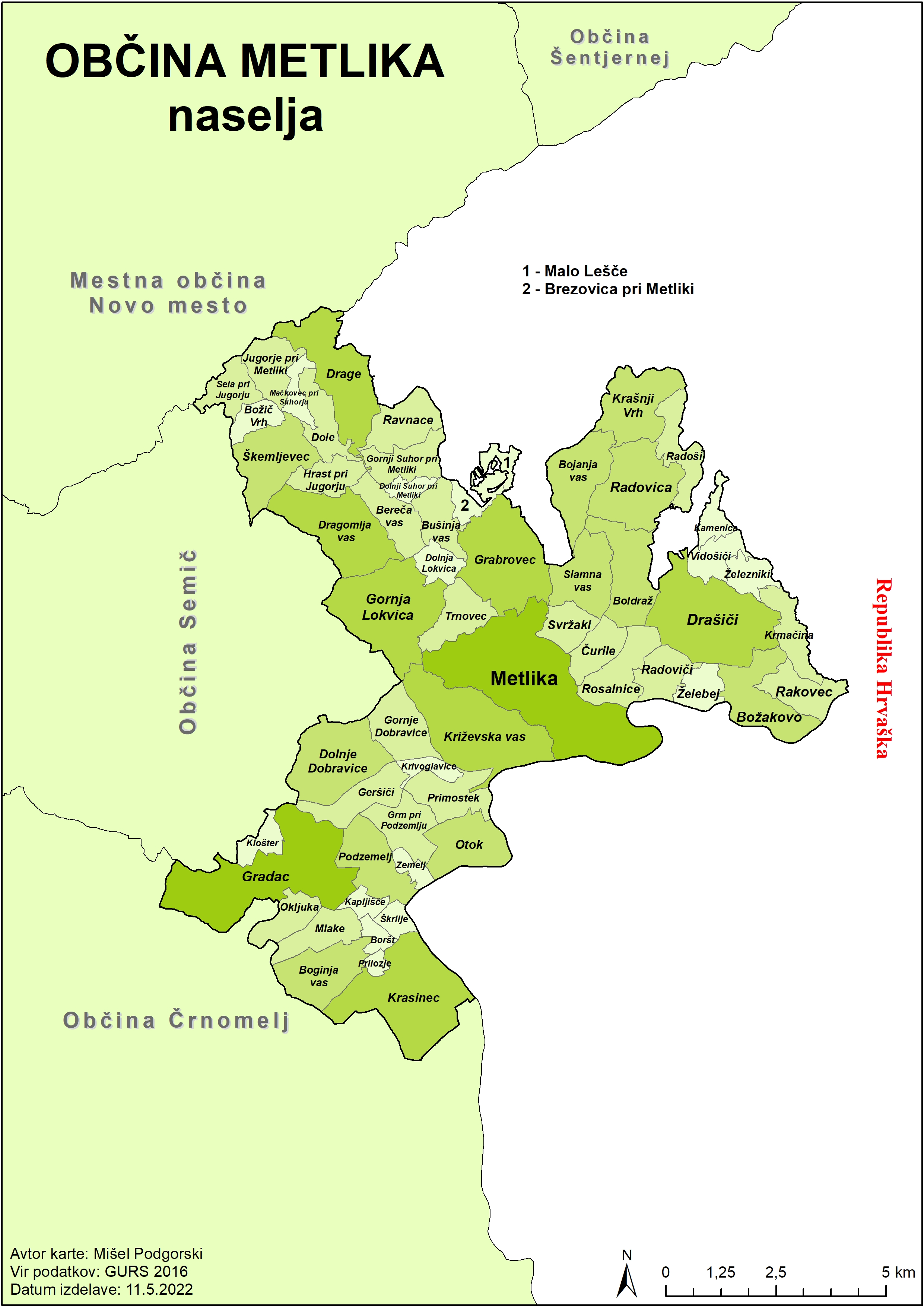
Karte der Gemeinde Metlika

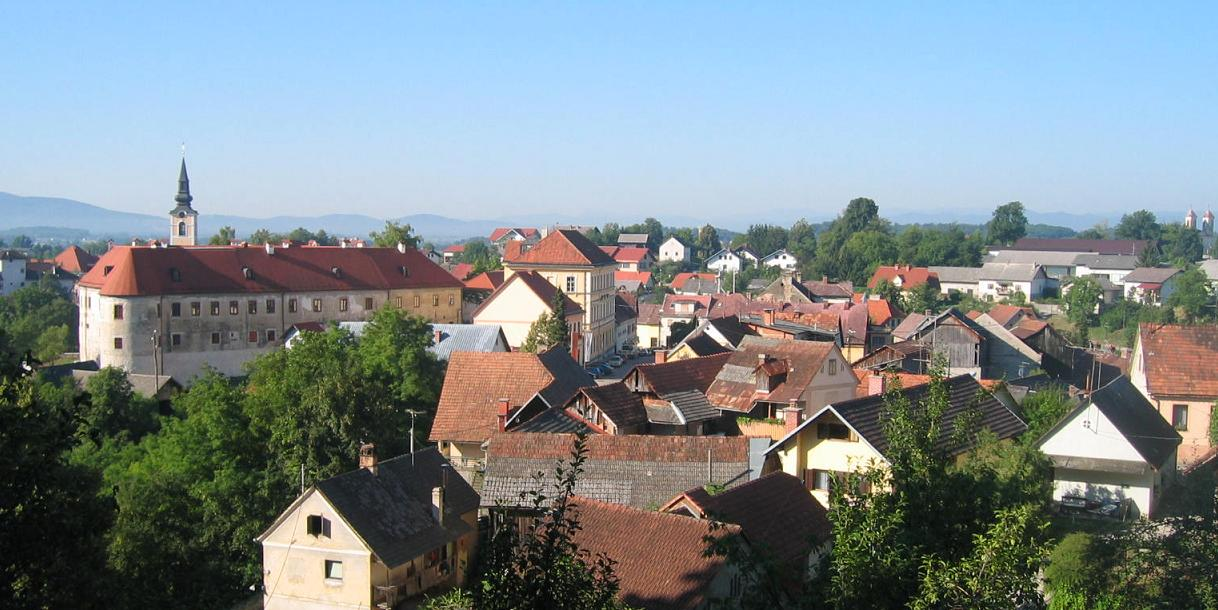
Metlika

Die Gemeinde Metlika (deutsch Möttling, vorher Merling) ist eine 60 Ortschaften umfassende Gemeinde in der Bela krajina (Weißkrain) in Slowenien. Sie ist benannt nach dem Hauptort, der Stadt Metlika, und  liegt an der Grenze zu Kroatien. Die Gegend um Metlika ist das südlichste Weinbaugebiet des Landes.

## Ortschaften der Gemeinde
Die Gemeinde umfasst die nachstehenden 60 Ortschaften (in Klammern die vor 1918 gebräuchlichen deutschsprachigen Ortsbezeichnungen).
- Bereča vas, (dt. Beretschendorf)
- Boginja vas, (dt. Waissdorf, auch Boginsdorf)
- Bojanja vas, (dt. Bojansdorf, auch Wojansdorf)
- Boldraž, (dt. Woldersdorf)
- Boršt, (dt. Sankt Margarethen im Forst, auch Forst)
- Božakovo, (dt. Sankt Magdalenen)
- Božič Vrh, (dt. Poschitzberg)
- Brezovica pri Metliki, (dt. Bresowitz bei Möttling)
- Bušinja vas, (dt. Buschendorf, auch Wuschindorf)
- Dole, (dt. Gritz im Tal)
- Dolnja Lokvica, (dt. Unterlokwitz)
- Dolnje Dobravice, (dt. Untersternissenhof)
- Dolnji Suhor pri Metliki, (dt.  Untersuchor bei Möttling)
- Drage, (dt. Drage in der Unterkrain)
- Dragomlja vas, (dt. Dragomelsdorf, auch Dragümelsdorf)
- Drašiči, (dt. Draschitschberg)
- Čurile, (dt. Zurilla)
- Geršiči, (dt. Gerschdorf )
- Gornja Lokvica, (dt. Oberlokwitz)
- Gornje Dobravice, (dt. Obersternissenhof )
- Gornji Suhor pri Metliki, (dt. Obersuchor bei Möttling, auch Sankt Sebastian)
- Grabrovec, (dt. Gabrowitz)
- Gradac, (dt. Vornschloß in der Unterkrain)
- Grm pri Podzemlju, (dt. Stauden)
- Hrast pri Jugorju, (dt.  Rast in der Unterkrain)
- Jugorje pri Metliki, (dt. Unterwald in der Windischen Mark)
- Kamenica, (dt. Steinbach)
- Kapljišče, (dt. Kapellitzen bei Sankt Margarethen)
- Klošter, (dt. Kloster in der Unterkrain)
- Krasinec, (dt. Krassnitz, auch Burgstall)
- Krašnji Vrh, (dt. Kraschenberg)
- Krivoglavice, (dt. Kriwoglawetz)
- Križevska vas, (dt. Kreuzdorf bei Möttling)
- Krmačina, (dt. Karmehein)
- Mačkovec pri Suhorju, (dt. Katzendorf in der Windischen Mark)
- Malo Lešče, (dt. Kleinlesche)
- Metlika, (dt. Möttling)
- Mlake, (dt. Mlake)
- Okljuka, (dt. Okluke)
- Okno,
- Otok, (dt. Ottock in der Unterkrain)
- Podzemelj, (dt. Untersemel)
- Prilozje, (dt. Prilossie)
- Primostek, (dt. Dominitschhof)
- Radovica, (dt. Radowitz in der Unterkrain)
- Radoviči, (dt. Radowitsch in der Unterkrain)
- Radoši, (dt. Radosch)
- Rakovec, (dt. Rakouz bei Möttling)
- Ravnace, (dt. Raunatz)
- Rosalnice, (dt. Rosalnitz, auch Rosendorf)
- Sela pri Jugorju, (dt. Freiauen)
- Slamna vas, (dt.  Slamdorf, auch Slawendorf)
- Svržaki,(dt. Forstlein)
- Škemljevec, (dt. Schkemlewetz)
- Škrilje, (dt. Schkrill)
- Trnovec, (dt. Möttlingerberg)
- Vidošiči, (dt. Widoschitz)
- Zemelj, (dt. Semmel )
- Želebej, (dt. Schellebeiberg, auch Sellebei)
- Železniki, (dt. Eisendorf in der Windischen Mark)

## Nachbargemeinden
| Novo mesto | Kroatien                                    | Kroatien |
| Semič      | Kompassrose, die auf Nachbargemeinden zeigt | Kroatien |
| Semič      | Črnomelj, Kroatien                          | Kroatien |

## Sehenswürdigkeiten
- Stadt Metlika

- Rosalnice (Rosalnitz), wo drei Kirchen unmittelbar nebeneinander stehen
- Božakovo (Sankt Magdalenen) mit einer im 14. Jahrhundert erwähnten Kirche
- Gradac mit seinem berühmten Schloss und dem Park an der Flussschleife der Lahinja
- auf kroatischer Seite Bubnjarci (Sankt Kosma und Damian), Vivodina, Ribnik mit seiner Burg, Ozalj (Ossel) an der Kolpa mit seiner Burg und die Stadt Karlovac (Karlstadt)
- In der Umgebung von Metlika gibt es zahlreiche Steljniki, das sind lichte Birkenwälder, in denen Adlerfarn als Einstreu kultiviert wurde.[3][4]

- Regionalmuseum der Weißkrain

## Geschichte
Bis zum Ende des Habsburgerreichs gehörte Metlika zum Kronland Krain, wobei Metlika eine selbständige Gemeinde im Gerichtsbezirk Möttling (politischer Bezirk Tschernembl) bildete. Metlika war dabei Sitz des örtlichen Bezirksgerichtes.
Auf dem Gebiet der Gemeinde Metlika wurden bisher (Stand 1/2024) insgesamt vier Massengräber aus der Zeit um den Zweiten Weltkrieg gefunden.